# 메리 토드 링컨
메리 토드 링컨(Mary Todd Lincoln, 1818년 12월 13일 ~ 1882년 7월 16일)은 미합중국의 제16대 대통령 에이브러험 링컨의 배우자이자 전 영부인이다.
켄터키의 부유한 가문 출신으로 매리는 고등 교육을 받은 여성이었다. 토드 하우스에서 살았으며, 10대에 학교를 마치고 일리노이 주의 스프링필드로 가서 결혼한 누이 엘리자베스 에드워즈와 한동안 살았다. 그녀가 에이브러햄 링컨과 결혼하기 전, 링컨의 오랜 정적이 될 스티븐 A. 더글러스와 교재를 하고 있었다. 그녀와 링컨은 네 명의 아들을 낳았지만 셋이 단명을 했고 장남만이 그녀보다 더 오래 살았다. 그들이 스프링필드에 15년간 살았던 집은 지금도 스프링필드에 있다.
매리 링컨은 성인기에 편두통과 여러 질병으로 고생을 했다. 링컨이 대통령직에 있을 때는 내조를 했으며, 포드 극장에서 링컨이 암살당할 때도 옆에서 목격을 했다.

## 생애
켄터키 렉싱턴의 명문가에서 은행가인 로버트 스미스 토드와 엘리자베스 파커 토드의 딸로 7명의 자녀 중 넷째로 태어났다. 그녀의 가문은 노예소유주였으며, 안락하고, 세련된 환경에서 자라났다. 매리가 여섯 살때 모친이 죽자 2년 후 아버지는 엘리자베스 베스티 험프리즈와 결혼을 하여, 그들 사이에 아홉명의 자녀를 두었다.
1832년부터 현재의 매리 토드 링컨 하우스로 알려진 곳에서 살게 되었으며, 이곳은 렉싱턴에 위치한 고급스런 14개의 방을 갖춘 집이었다. 두번의 결혼으로 매리는 전체 15명의 친족을 두게 되었으며, 그들 중 아홉명이 배다른 형제였다.
매리의 고조부 데이빗 레비 토드는 아일랜드의 카운티 롱포드에서 출신이며, 펜실베이니아를 통해 켄터키로 이주해 왔다. 그녀의 외고조부 새뮤얼 매도웰은 스코틀랜드 출생으로, 이민을 와서 펜실베이니아에서 사망을 했다. 다른 토드의 조상들은 잉글랜드 출신이었다.
매리는 어린 나이에 만틀루 부인이 소유한 학교에 보내져서 프랑스어와 문학에 집중된 과정을 이수했다. 그래서 그녀는 프랑스어를 유창하게 했으며, 춤과 드라마, 음악, 사교를 공부했다. 20세의 나이에는 위트가 넘치고, 사교적으로 여겨졌으며, 정치를 이해하고 있었다. 그녀의 가문처럼 그녀도 휘그당원이었다.
1839년 10월부터 매리는 그녀의 언니 엘리자베스 포터 에드워즈와 일리노이 주의 스프링필드에서 같이 살게 되었다. 전주지사의 아들이었던 니니언 W. 에드워즈와 결혼한 엘리자베스는 당시에는 매리를 잘 돌보아 주었다. 매리는 스프링필드의 젠트리 사이에서는 인기가 있었다. 한창 떠오르는 젊은 민주당원이자 변호사인 스티븐 A. 더글라스와 다른 여러 사람과 교제를 하고 있었지만, 그녀가 교제 대상으로 선택한 이는 에이브러햄 링컨이었다.
사교성이 뛰어나고, 화려함을 좋아하는 성격으로 링컨과는 완전히 정반대의 성격이었지만, 1842년에 연애 결혼을 했다. 결혼 후 링컨의 변호사 업무도 순조롭게 성공하여 연수입이 1200달러에 달했다. 이것은 당시 주지사의 보수와 같은 금액이었다. 대신, 순회 재판소를 돌지 않으면 안되어 하루 50킬로나 말을 타야했다.
그러나 메리는 경제 관념이 없었고, 질투와 히스테리 증상이 심해 가정 생활은 그다지 행복하지 않았다. (가정이 지옥이었기 때문에 정치에 열중한 것이 아니라 링컨이 정치에 너무 열심히 했기 때문에 가정 생활이 소홀히되어 메리의 성격이 일그러졌다고 생각하는 것이 자연스러울 것이다). 미국의 작가, 데일 카네기는 "에이브러햄 링컨이 암살된 것은 그의 결혼에 비교하면 비극이라고 하기엔 부족하다 "라고까지 말하고 있다.
링컨과 메리 토드는 네 명의 아들 로버트 토드 링컨, 에드워드 베이커 링컨, 윌리엄 월러스 링컨, 태드 링컨이 있었지만, 장남을 제외한 셋이 젊은 나이에 죽었다.
링컨의 암살이 정신이상을 초래해 64세를 일기로 죽을 때까지 정신 병원에서 보냈다.